# 粟巣野温泉
栗巣野温泉（あわすのおんせん）は、富山県富山市原にある温泉。

## 泉質
- アルカリ性単純硫黄泉[1]
  - 泉温　44.2℃
- 循環・加温方式[2]
- 神経痛、筋肉痛、関節痛、五十肩、運動麻痺に効能があるとされている[1]。

源泉は旧粟巣野駅前の山側に位置している。源泉から温泉施設までは地下に埋設した保温管（距離1,000m、標高差130m、最湯低下2℃）によるエアーリフト方式で温泉を送湯する。

## 温泉地
立山連峰の山麓にある一軒宿の『ホテル森の風 立山』のみが存在する。経営元は株式会社日本ハウスホールディングス。敷地面積112,000m2、延面積14,000m2。
日帰り入浴も受け付けている。
浴槽は、箱風呂、ジャグジー、寝湯、岩露天風呂など多様多種に備えている。ホテル内には本館と別に、温泉ではない露天風呂付き別邸「別邸四季彩」がある。

## 歴史
- 1982年（昭和57年）、ワシデン工業により温泉掘削に着手[3]。
- 1984年（昭和59年）3月、掘削作業を終え、深度700mから毎分120リットルの温泉が自噴、新立山温泉と命名する。これを第3セクター立山山麓レクリエーション開発株式会社に1億5000万円で譲渡。それを厚生省（現・厚生労働省）社会保険庁が1986年（昭和61年）3月に所得[3]。
- 1986年（昭和61年）7月、着工、雪や諸般の事情で工事がやや遅れ、1988年（昭和63年）12月に竣工[5]。
- 1989年（平成元年）4月、休暇センターとしては全国14番目にあたる『富山厚生年金休暇センター』（ウェルサンピア立山[1]）として開業[3]。総工費は50億円を超えた[5]。
- 2002年（平成14年）9月末、リニューアルのため一時休業[1]。
- 2003年（平成15年）3月29日、リニューアルオープン（岩風呂を新設）[6]。
- 2009年（平成21年）
  - 6月、一般競争入札で南洋ビルサービス（東京）が3億6,360万円で落札した。その後1億6,000万円かけて改装される[7]。
  - 12月1日、『グランドサンピア立山』に改称しオープン。同時に運営も南洋ビルサービスの子会社アクシズ（東京）が行う。同日にレセプションパーティーを行い、12月2日より宿泊利用が可能となった[7]。
- 2014年（平成26年）
  - 7月下旬、グランドサンピア立山営業終了[8]。
  - 7月31日、東日本ハウスがグランドサンピア立山を所有する南洋ビルサービスとの間で、同ホテルの譲渡契約を締結。北陸新幹線開業に伴う集客効果やリゾート施設の需要の高まりを見据え、所得を決めた[8]。
  - 8月28日、現在の『ホテル森の風 立山』に改称[9][8]。

## アクセス
- 北陸自動車道立山ICから40分[1]。立山IC出口を出てすぐ右折、富山県道6号富山立山公園線線経由立山方面へ25Km。

- 富山地方鉄道富山地方鉄道立山線立山駅下車、車で7分[1]。